# Wimmis
Wimmis es una comuna suiza del cantón de Berna, situada en el distrito administrativo de Frutigen-Niedersimmental.

## Historia
La ocupación humana de la zona se remonta a la Edad de Piedra. En la época romana recibió el nombre de Vindemias, que significa "en las viñas". Estas estaban situadas en la zona más cálida de Wimmis: la ladera sur de la colina Pintel, mirando al Niesen. Al mismo tiempo comenzó la larga historia del castillo de Wimmis: los romanos construyeron una torre de vigilancia en su ubicación actual.

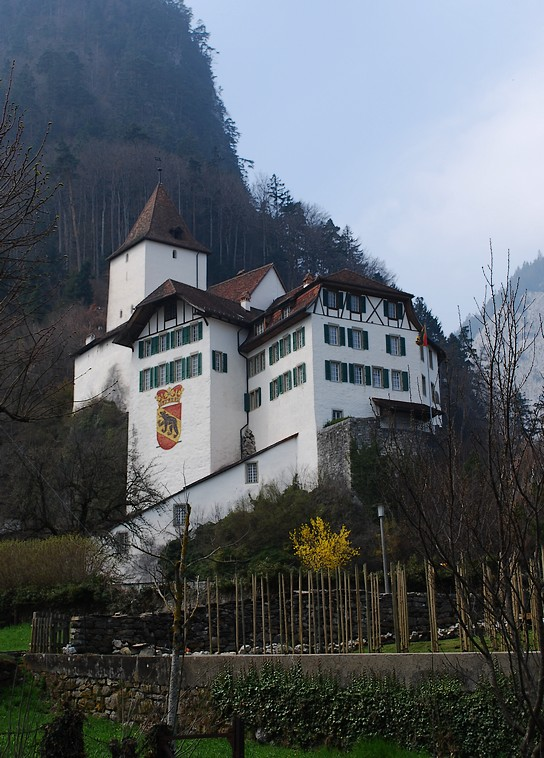
Castillo de Wimmis.

En 768 Wimmis aparece formando parte del reino de Carlomagno. En 888 es anexionado al reino de la Alta Borgoña. El rey Rodolfo II de Borgoña (que reina en la Alta Borgoña entre 912 y 937) se casa con Berta de Suabia, quien se convierte así en reina de Borgoña. En 994 Wimmis aparece por primera vez con el nombre "Windmis" en una carta de la reina Berta. Según la historia, o la leyenda, la reina se encuentra relacionada con la fundación de la iglesia de Wimmis (y de otras once iglesias en torno al lago de Thun). La iglesia de Wimmis se remonta, por tanto, al siglo X y tiene forma de basílica romana primitiva de tres naves. Wimmis será posteriormente anexionado al convento de Seltz en Alsacia y su nombre aparece en los archivos del obispado de Lausana en 1228. Los señores de Strättlingen, cerca de Thun, se hacen con la posesión de Wimmis en torno a 1200. Wimmis será fortificado a finales del siglo XIII y pasará a formar parte de los dominios de los señores de Weissenburg. Tras la batalla de Morgarten (1315) sufrió el sitio por los Berneses (1334), quienes firmaron la paz con los señores de Weissenburg y compraron la plaza fuerte de Wimmis al señor local. El castillo de Wimmis se fue transformando progresivamente en una fortaleza habitable. La iglesia, que conserva todavía su magnífica cabecera romana, se transforma en una iglesia de salón, de una sola nave, tal como se presenta en la actualidad. En 1527 se adopta la Reforma en Wimmis. En el siglo XVIII el castillo se transforma y adquiere sus proporciones actuales. A comienzos del siglo XIX Wimmis se convierte en el centro del Bajo Simmental. Debido a las guerras mundiales se construye en Wimmis, en 1917, la fábrica federal de munición ("Eidgenössische Pulverfabrik", hoy Nitrochemie). En los años cuarenta se construyó una fortaleza defensiva de artillería en el interior de la montaña Burgfluh, que estuvo en funcionamiento hasta 1999.

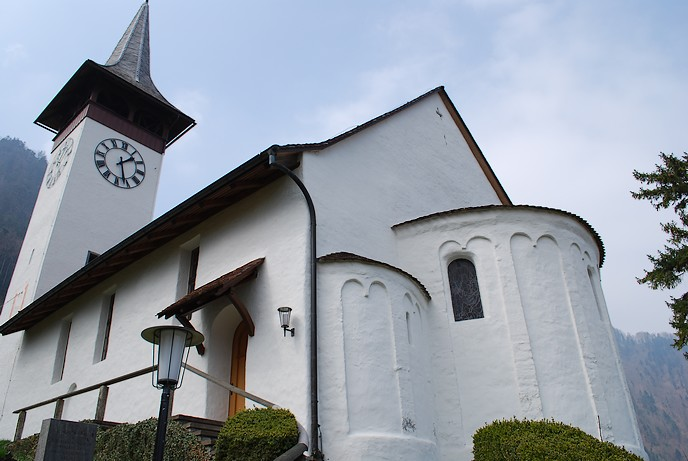
Iglesia de Wimmis.

Este recorrido histórico explica la presencia en la iglesia de una vidriera de Ernst Linck (1924), que muestra la reina Berta. La iglesia está dedicada a San Martín, de quien existe asimismo una vidriera. Se han restaurado las pinturas murales, que datan esencialmente del siglo XV. Se ha reemplazado el órgano original, que databa de 1806, por un nuevo instrumento de Manufacture de grandes Orgues Genève SA (1964).
Hasta el 31 de diciembre de 2009 capital del distrito de Niedersimmental. En esa fecha el distrito fue disuelto tras la entrada en vigor de la nueva organización territorial del cantón de Berna. Las comunas del distrito fueron absorbidas en su casi totalidad por el nuevo distrito administrativo de Frutigen-Niedersimmental, por su parte las comunas de Niederstocken, Oberstocken y Reutigen fueron atribuidas al nuevo distrito administrativo de Thun.

## Geografía
Wimmis se encuentra situada a 629 metros sobre el nivel del mar, en la región del Oberland bernés en la confluencia de los ríos Kander y Simme. La comuna limita al norte con la comuna de Reutigen, al noreste con Spiez, al este con Aeschi bei Spiez, al sur con Reichenbach im Kandertal, y al oeste con Diemtigen y Erlenbach im Simmental. 

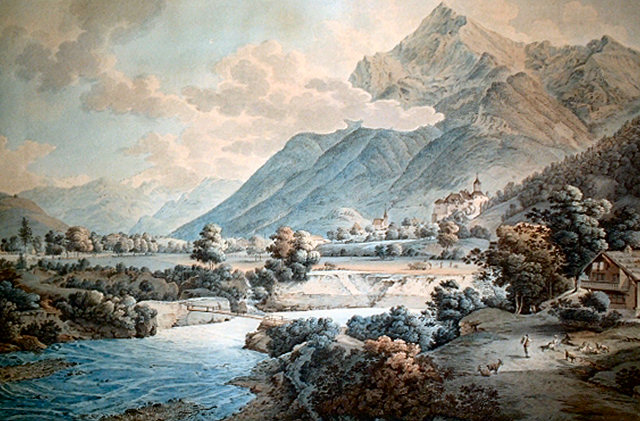
Wimmis 1783, Pintura de Johann Ludwig Aberli

## Escudo
En el escudo de armas de la comuna se representa el castillo de Wimmis.